# 480 v.Chr.
Het jaar 480 v.Chr. is een jaartal volgens de christelijke jaartelling. 

## Gebeurtenissen

### Griekenland
- Koning Xerxes I stuurt opnieuw een leger en een vloot naar Griekenland. Hiermee begint de Tweede Perzische Oorlog.
- Alexander I van Macedonië wordt gedwongen tot een bondgenootschap met het Perzische Rijk, maar hij waarschuwt de Grieken voor hun aanvalsplannen.
- Slag bij Thermopylae: De Spartaanse koning Leonidas I verzet zich heldhaftig, maar de Perzen verslaan hem.
- Aristides en Xanthippus keren na hun verbanning terug naar Athene, ze krijgen een militair commando toegewezen.
- Slag bij Salamis: De Atheners brengen grote schade toe aan de Perzische vloot bij Artemisium en trekken zich terug naar de baai van Salamis. Daar worden de Perzen wederom verslagen.
- Xerxes I vernietigt het (Oude) Parthenon op de Akropolis van Athene, nog voor deze tempel geheel gereed gekomen is.
- Mardonius blijft in de winter (480 - 479 v.Chr.) met het Perzische leger in Thessalië achter en probeert de Griekse coalitie door diplomatie uiteen te drijven.
- Koning Pausanias I (480 - 470 v.Chr.) bestijgt de troon van Sparta.

### Italië
- Rome voert oorlog tegen de buurstaten Aequi, Veii en Volsci. De Etruskische stad Veii beheerst de handel aan de rivier de Tiber.
- Een Carthaagse vloot landt bij Panormus (Palermo) op Sicilië.
- Theron van Akragas doet een beroep op Gelon van Syracuse om Carthago het hoofd te kunnen bieden.
- Slag bij Himera: de Carthagers lijden een nederlaag tegen het leger van Gelo van Syracuse en Theron van Akragas.

## Geboren
- Antiphon van Rhamnus (~480 v.Chr. - ~411 v.Chr.), Grieks politicus en redenaar
- Euripides (~480 v.Chr. - ~406 v.Chr.), Grieks tragediedichter

## Overleden
- Leonidas I (~521 v.Chr. - ~480 v.Chr.), koning van Sparta en held van Thermopylae (41)
- Onomacritus (~530 v.Chr. - ~480 v.Chr.), Grieks samenvatter van Orakels (50)